# Rubén Pérez (Radsportler)

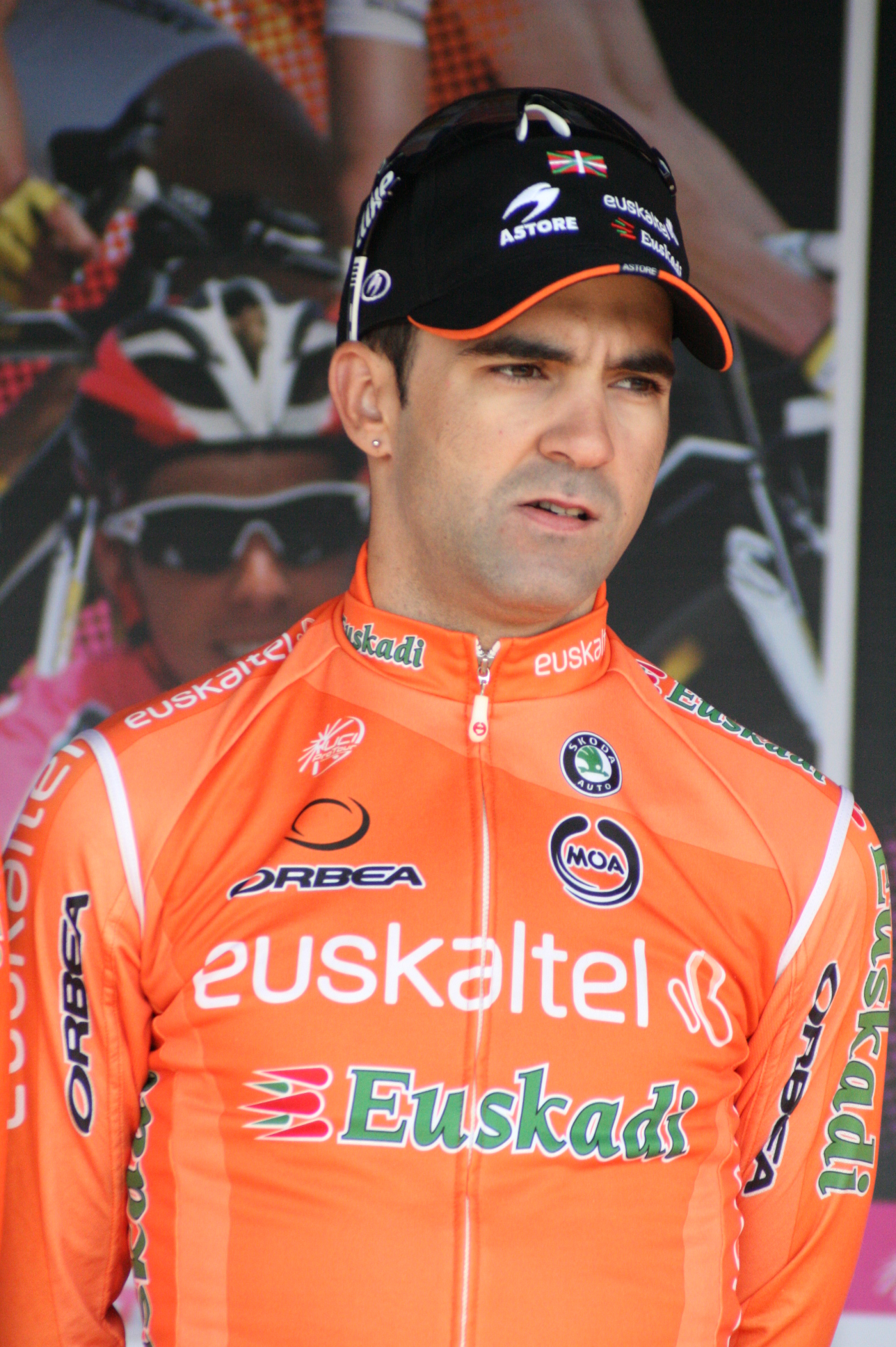
Rubén Pérez bei den Vier Tagen von Dünkirchen 2010

Rubén Pérez Moreno (* 30. Oktober 1981 in Zaldibar) ist ein ehemaliger spanischer Radrennfahrer.

## Karriere
Rubén Pérez begann seine Karriere 2005 bei dem Continental Team des spanischen Rahmenherstellers Orbea und wurde am 1. August Stagiaire bei dem baskischen ProTeam Euskaltel-Euskadi, zu welchem er 2006 wechselte.
In seiner ersten Saison startete er bei der Vuelta a España, wo er auf dem zwölften Teilstück von Aranda de Duero nach Guadalajara den sechsten Platz hinter dem Etappensieger Luca Paolini belegte.
In der Saison 2007 setzte er sich mehrfach in Ausreißergruppen in Szene, ohne jedoch einen Sieg zu erringen. Bei der Tour de France war er von allen Startern der Fahrer, der die meisten Kilometer als Ausreißer absolvierte.
2008 fuhr er sowohl die Tour de France, als auch die Vuelta a España, wobei sein bestes Resultat ein achter Platz auf dem 19. Teilstück der Vuelta war.
Sein Jahr 2009 begann mit mehreren Top-10-Platzierungen bei der Murcia-Rundfahrt und der Vuelta a Castilla y León, jedoch musste er weiter auf seinen ersten Profisieg warten. Er fuhr wieder die Tour de France und die Vuelta a España. Beim baskischen Eintagesrennen Clásica San Sebastián, welches zwischen den beiden Rundfahrten ausgetragen wurde, erreichte er den neunten Platz.
Im Jahr 2010 gelang ihm sein erster großer Erfolg, als er die erste Etappe der Bayern-Rundfahrt für sich entscheiden konnte und das Trikot des Gesamtführenden übernahm. Auf der zweiten Etappe verlor er es durch Zeitbonifikationen an Leigh Howard, holte es sich auf der dritten Etappen durch diese wieder und verlor es dann im Einzelzeitfahren an den späteren Gesamtsieger Maxime Monfort. Bei der Tour de France war sein bestes Ergebnis ein neunter Platz auf der ersten Etappe. Auf der fünften Etappe der Eneco Tour wurde er Zweiter und verpasste den Sieg nur um vier Sekunden.
Bei der Katalonien-Rundfahrt 2011 gewann er durch zahlreiche vordere Platzierungen die Sprintwertung.
Nach Ablauf der Saison 2013 beendete Perez seine Radsportlaufbahn.

## Erfolge
2010
- eine Etappe Bayern-Rundfahrt

2011
- Sprintwertung Katalonien-Rundfahrt

## Teams
- 2005 Orbea
- 2006–2013 Euskaltel Euskadi